# Gyaritus malaccensis
Gyaritus malaccensis là một loài bọ cánh cứng trong họ Cerambycidae.